# Bistum Nnewi
Das Bistum Nnewi (lateinisch Dioecesis Nneviensis, englisch Diocese of Nnewi) ist eine in Nigeria gelegene römisch-katholische Diözese mit Sitz in Nnewi. Ihr Gebiet umfasst die Local Government Areas Nnewi-Nord, Nnewi-Süd, Ekwusigo und Ihiala (mit Ausnahme der Stadt Uli) im Bundesstaat Anambra.

## Geschichte
Das Bistum Nnewi wurde am 9. November 2001 durch Papst Johannes Paul II. mit der Apostolischen Konstitution Ministerium apostolicum aus Gebietsabtretungen des Erzbistums Onitsha errichtet und diesem als Suffraganbistum unterstellt. Erster Bischof war bis zum November 2021 Hilary Paul Odili Okeke. Zu seinem Nachfolger wurde Jonas Benson Okoye ernannt.